# تايلر باول
تايلر باول (بالإنجليزية: Tyler Paul)‏ هو لاعب اتحاد الرغبي جنوب أفريقي، ولد في 20 يناير 1995 في Modjadjiskloof ‏ في جنوب أفريقيا.